# Gadu-Gadu
Gadu-Gadu er en Internet protokol og et instant messaging (chat) program populært i Polen. 
GG blev introduceret af firmaet "sms-express" i 1999 og nu (2006) har det 5 millioner brugere (2,5 millioner bruger programmet hver dag).
GG er adware (det er gratis at benytte, men indeholder reklamer). Der findes også mange uautoriserede klienter af GG (til Windows og Linux), som ikke viser reklamerne. Man kan også chatte fra en WWW-side og fra sin mobiltelefon.